# Phyllagathis deltoidea
Phyllagathis deltoidea är en tvåhjärtbladig växtart som beskrevs av Chieh Chen. Phyllagathis deltoidea ingår i släktet Phyllagathis och familjen Melastomataceae. Inga underarter finns listade i Catalogue of Life.